# Dicranomyia tokunagana
Dicranomyia tokunagana là một loài ruồi trong họ Limoniidae. Chúng phân bố ở miền Cổ bắc.